# Adolf Sommerfeld (Schriftsteller)
Adolf Sommerfeld (* 13. Juli 1870 in Schroda; † 3. Dezember 1943) (Pseudonyme: Adolf Borchardt und Adolf Titus Johannes Maria Sommerfeld) war ein deutscher Schriftsteller, Dramaturg, Drehbuchautor und Filmregisseur.

## Leben
Sommerfeld entstammte einer jüdischen Familie. Er war der Sohn von Hermann und Henriette Sommerfeld und war verheiratet mit Meta Sommerfeld. In seinen frühen Schriften polemisierte er gegen Tendenzen in Kunst und Politik. Später verfasste er Kriminalromane, in denen u. a. das jüdische Leben im Berliner Scheunenviertel beschrieben wurde. Er war auch Dramaturg, Drehbuchautor und Filmregisseur. Er übersetzte aus dem Italienischen, Französischen und Spanischen.

## Werke
- Nieder mit der bildenden Kunst! Zeitgemäße Gedanken und Empfindungen. 1896.[2]
- Das Geheimnis der Kamorra. Des Geheimbundes Ursprung und Wesen. Continent, Berlin 1911.
- Der italienisch-türkische Krieg und seine Folgen. Continent, Berlin 1912.
- Frankreichs Ende im Jahre 19??. Ein Zukunftsbild. Continent, Berlin 1912.
- Auf sonniger Erde. Italienische Erzählungen. Continent, Berlin 1912.
- Der türkische Decameron. Kißlar Agassi, 1–2. 1. Fathima ezzahra. 2. Schekerpara. Continent, Berlin 1914.
- Der Fall Zabern. Die. Kronprinzen-Depesche und die öffentliche Meinung. Continent, Berlin 1914.
- Deutsche und britische Kultur. Phantasien eines Engländers über Deutschland. Mit einer Entgegnung. Continent, Berlin 1917.
- Nicolaus II. Continent, Berlin 1919.
- Der Antisemitismus: eine Rassenlüge. Continent, Berlin-Friedenau 1920. (Digitalisat)
- Der Verbrecher-Kavalier. Kriminalroman. Vogel & Vogel, Leipzig 1921.
- Der Heiratsschwindler. 1922.[3]
- Im Schieberparadies. Kriminalroman. Ostra Verla, Leipzig 1922.
- Grete Hagen. Die deutsche Spionin. Continent, Berlin 1922.
- Der Tresor unter Wasser. Vogel & Vogel, Leipzig 1922. Neuausgabe Verlag Neues Leben, Berlin 1994. ISBN 978-3-355-01416-8
- Das Fräulein vom Spittelmarkt. Lebensroman einer Stenotypistin. Continent, Berlin 1923.
- Die Tanzdiele am Kurfürstendamm. 1923. Neuausgabe Verlag Neues Leben, Berlin 1993. ISBN 978-3-355-01399-4
- Aus dem Scheunenviertel. Das Ghetto von Berlin. Continent, Berlin 1923.
- Luise von Coburg. Um Krone und Stand. Liebesroman einer Königstochter. Continent, Berlin 1924.
- Die Entartung des Weibes im Brennspiegel der Zeit. Continent, Berlin 1925.
- Die befreite Venus. Zur Aufhebung der sittenpolizeilichen Konttrolle. In: Die Anschlagsäule, Jg. 1927, H. 1. Jüterbock, Berlin 1927. (DNB Leipzig SA 5137 – 1927,1.)
- Das Ghetto von Berlin. Aus dem Scheunenviertel. Kriminalroman. (Neutitel-Auflage) Continent, Berlin 1932. Neuausgabe Verlag Neues Leben, Berlin 1992. ISBN 978-3-355-01360-4
- Zeitgemässe Wahrheiten. Neu-Heidentum und Christentum, mit einem Anhang: Die altpreussische Götterlehre. Continent, Berlin 1933.

## Herausgeberschaft und Übersetzungen
- Übersetzung: Corrado Zoli: Der Balkankrieg. Mit den Bulgaren gegen die Türken. Continent, Berlin 1913.
- Luise von Toskana, frühere Kronprinzessin von Sachsen, jetzt Gräfin von Montignoso. Mein Lebensweg. 1911. Neue, ungekürzte Ausgabe: Continent, Berlin 1924.
- George Catlin: Die Indianer und die während eines achtjährigen Aufenthalts unter den wildesten ihrer Stämme erlebten Abenteuer und Schicksale. Ins Deutsche übertragen von Heinrich Berghaus. Neu herausgegeben von Adolf Sommerfeld. Continent, Berlin 1925.
- Oscar Koch: Der indianische Eros. Hrsg. von Adolf Sommerfeld. Continent, Berlin 1925.